# 贅
| ウィキペディアには「贅」という見出しの百科事典記事はありません（タイトルに「贅」を含むページの一覧/「贅」で始まるページの一覧）。 代わりにウィクショナリーのページ「贅」が役に立つかもしれません。 |